# La mia Thule
La mia Thule è un documentario del 2013, diretto da Francesco Conversano e Nene Grignaffini. 
È il racconto della registrazione dell'album L'ultima Thule di Francesco Guccini, che, secondo quanto dichiarato, sarà il suo ultimo.

## Trama
È stato girato nel Mulino di Chicòn, a Pàvana, sull'Appennino tosco-emiliano. Il mulino, per l'occasione, è diventato una sala di incisione. Un racconto filmato della registrazione del disco L'ultima Thule. Il tutto in un luogo "personale" che ha accompagnato alcuni momenti della vita privata del cantautore e alcune sue opere letterarie e canzoni.

### Luoghi
È il mulino di Pavana Pistoiese, sull'appennino, tra Emilia e Toscana. Il mulino casa dell'infanzia del cantautore. Un luogo privato, familiare. È un luogo dell' “anima”. «Pàvana un ricordo ... Un sogno lungo il suono continuo ed ossessivo che fa il Limentra» (Amerigo), «La casa sul confine della sera ... e tu ricerchi là le tue radici se vuoi capire l'anima che hai ...» (Radici). È anche il luogo di Cròniche epafàniche, il suo primo romanzo.
Così, Thule, l'ultima terra conoscibile secondo il mito, diventa il luogo intimo e personale dell'artista, dove si incontrano la prima terra, quella degli avi e dell'infanzia con quella della maturità artistica.

## Colonna sonora
La colonna sonora è costituita dalle canzoni dell'ultimo disco L'ultima Thule di Francesco Guccini.
I musicisti, oltre allo stesso Francesco Guccini (voce), sono: Ellade Bandini (batteria), Juan Carlos Biondini (chitarra e mandolino), Roberto Manuzzi (fisarmonica, armonica a bocca, tastiera, sax soprano, flauto, sinth, clarinetto, organo), Antonio Marangolo (sax tenore, sax soprano semicurvo, percussioni), Pierluigi Mingotti (basso, contrabbasso, oboe), Vince Tempera (pianoforte), Paolo Simonazzi (ghironda), Vittorio Piombo (violoncello).

## Distribuzione
- 25 gennaio 2013 in edizione ridotta (53 min.) trasmesso su RAI TRE
- 19 marzo 2013 proiettato in anteprima a Bologna
- 21 marzo 2013 distribuito in DVD
- 4 luglio 2013 Bruxelles (Belgio)
- 17 settembre 2014 Parma International Music Film Festival

## Riconoscimenti
- Parma International Music Film Festival 2014 - Parma International Music Film Festivall
  - Violetta d'argento al miglior film [2]